# ジーマーミ豆腐

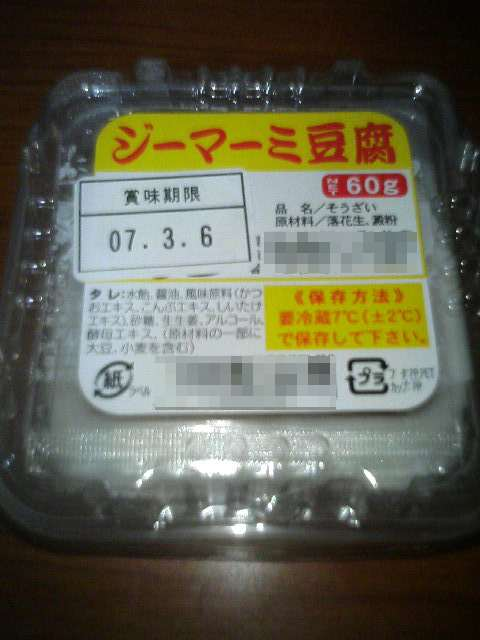
市販のジーマーミ豆腐

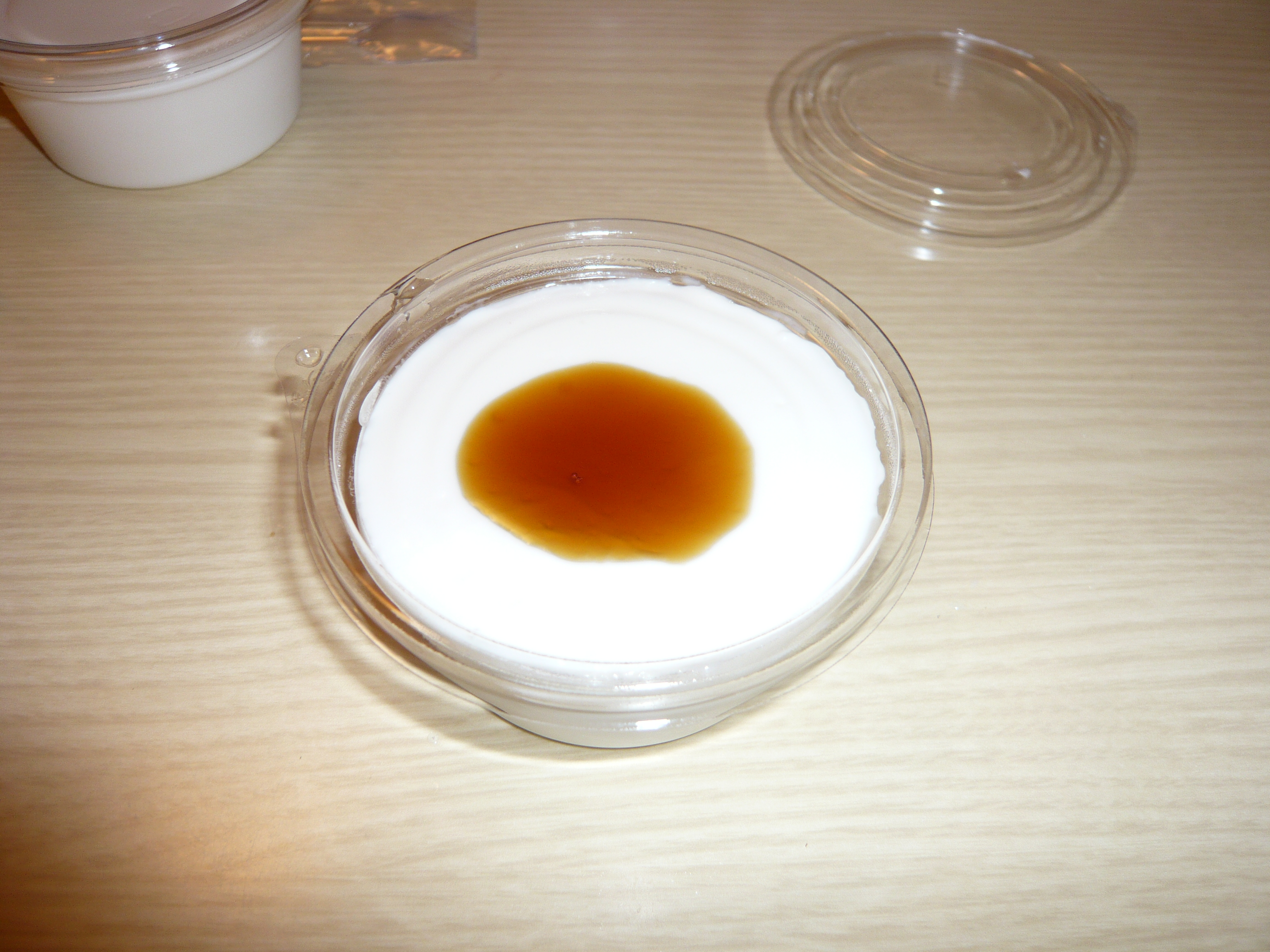
たれをかけたジーマーミ豆腐

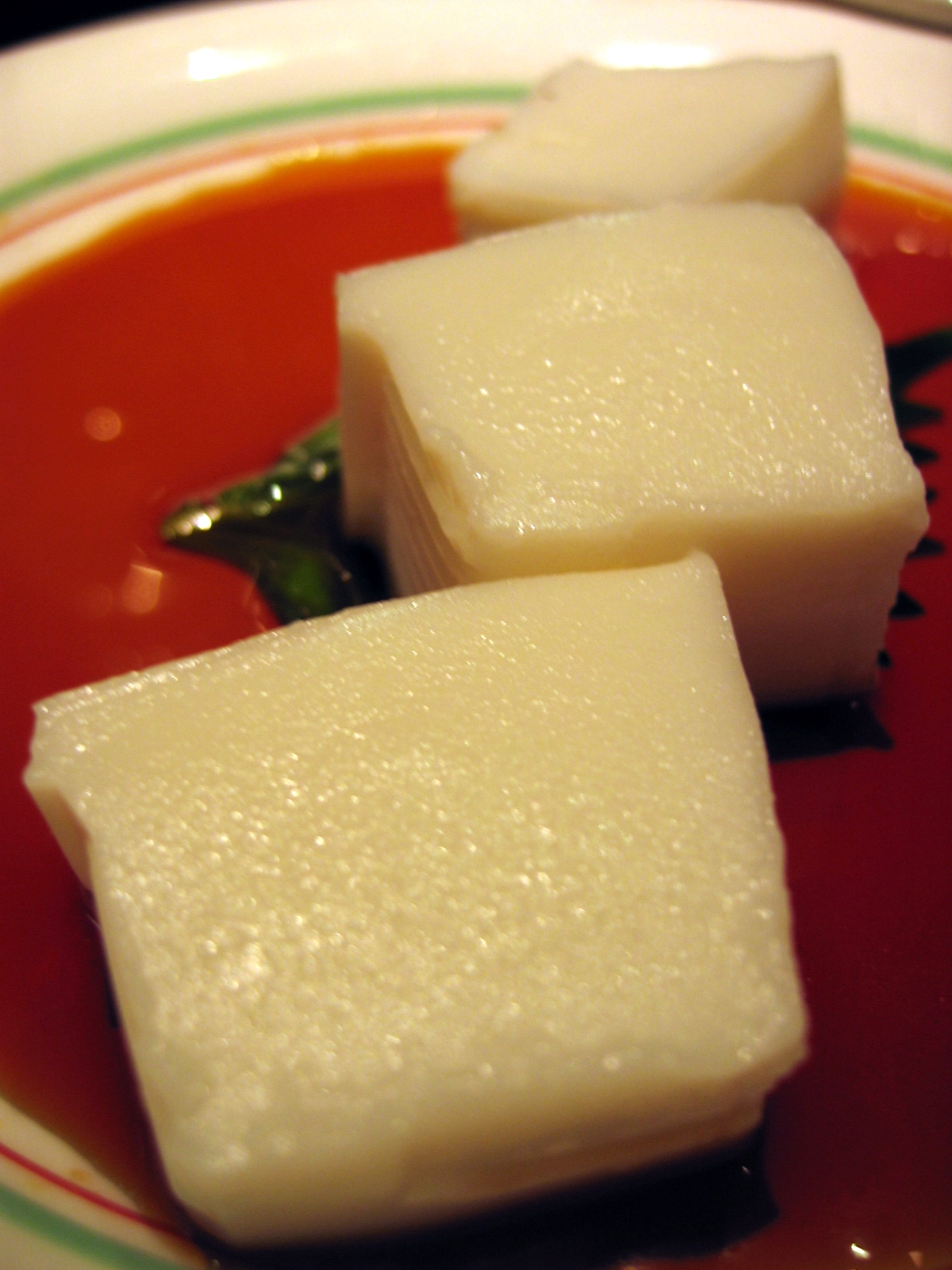
ジーマーミ豆腐

ジーマーミ豆腐（じーまーみどうふ）は、落花生（ピーナッツ）を使った沖縄県や鹿児島県の郷土料理。ジーマーミ（漢字では「地豆」）は琉球語で落花生を意味し、地域によってジーマミー（ヂーマミー）などとも言う。南西諸島以外ではピーナッツ豆腐、落花生豆腐、だっきしょ豆腐とも呼ばれる。

## 特徴
名前に「豆腐」と入っているが、大豆の加工品ではなく、落花生の絞り汁に芋くず（首里方言でイムクジ、サツマイモデンプン）を加えてつくる。胡麻豆腐の胡麻をピーナッツに、葛粉を芋くずに置き換えたような食品である。胡麻豆腐同様にもちもちとした食感である。沖縄県内や鹿児島県内のスーパーマーケット、市場などで市販されており簡単に入手できる。市販のものにはタレが添付されており、それをかけて食べる。最近では砂糖醤油をつけることもある。沖縄県では出汁のタレで食べるもの以外に、黒糖味、紅芋味、チョコ味など色々な甘い味のジーマーミ豆腐も販売されている。

## 地域
南西諸島では、沖縄県の他、鹿児島県でも奄美群島に属す与論島では地豆豆腐（じんまみとーぷ）、徳之島では地豆豆腐（じまむぃどふ）として作られている。特に徳之島は落花生栽培が盛んで、味噌豆やがじゃ豆のような菓子作りも盛んである。
鹿児島県の本土地域では、奄美群島とつながりが深い鹿児島市や鹿屋市でも落花生豆腐（だっきしょどうふ）として食べる例がある。だっきしょは落花生の薩摩弁訛り。
精進料理として広く知られた胡麻豆腐の応用で作ることができるため、大分県由布市湯布院町の湯平温泉、熊本県西原村のように、個別の地区、店舗で伝統的に作られている例もある。
日本以外では台湾南部の高雄県、屏東県、台南市や苗栗県などの客家が多い一部地域で「花生豆腐」（拼音: huāshēng dòufu、ホワションドウフ、客家語 ファーセンテウフ）などの名で作られている。薩摩芋デンプンではなく、主にうるち米の粉で粘りを付けている。醤油ベースのあんを掛け、刻み葱、すり潰したピーナッツをまぶすなどして食べる。

## つくり方
落花生を水に浸してすり潰し、芋くずを加えて裏ごしして、火にかけて練り混ぜた後で冷やして固めることで作る。細かい調理方法には地域ごとにバリエーションがあり、鹿児島県鹿屋市では水 4：落花生 1: 薩摩芋デンプン1の比率で各家庭で伝統的に作られている。鹿屋市では水を加えずミキサーにかけてから、水と薩摩芋デンプンを加えて加熱する。

## 食べ方
出汁タレや醤油を使ったたれをかけて食べるのがもっとも一般的であるが、黒蜜や砂糖をかけたりして甘い味で食べる例もある。大分県ではゆず胡椒と醤油で食べる。鹿児島県では梅干し入りの砂糖醤油だれや酢味噌で食べることもある。
また、表面にデンプン（片栗粉）をまぶして、油で揚げ、から揚げや揚げ出し豆腐風にして食べることもある。

## 注意点
原料がピーナッツであるため、ピーナッツに対する食物アレルギーを持つ人が食べると急性アレルギー反応（アナフィラキシー）が起こることがある。ピーナッツアレルギーを持つ観光客がこれを知らずに食べて救急搬送される事例が発生している。このため沖縄県内の保健所などでは飲食店に対しジーマーミ豆腐の原材料がピーナッツであることを表記するよう呼び掛けている。